# 倒棘副三棘魨
倒棘副三棘魨（学名：Paratriacanthodes retrospinis），又名三刺魨、三腳釘、三角狄，为輻鰭魚綱魨形目擬三刺魨亞目擬三棘魨科副三棘魨屬下的一个种，為深海魚類，分布於印度太平洋區，從東非、南非至日本、中國、新喀里多尼亞海域，棲息深度418-920公尺，體色粉紅至淡粉紅色，體長可達12公分，棲息在底層水域，生活習性不明。